# Ingeburg Schwerzmann
Ingeburg Schwerzmann   (Münster, 2 de juny de 1967), de soltera Althoff, és una remadora alemanya, ja retirada, que va competir durant les dècades de 1980 i 1990.
El 1988 va prendre part en els Jocs Olímpics d'Estiu de Seül on, sota bandera de la República Federal Alemanya, fou setena en la prova del vuit amb timoner del programa de rem. Quatre anys més tard, als Jocs de Barcelona, fent parella amb Stefani Werremeier, va guanyar la medalla de plata en la prova del dos sense timoner del programa de rem. Després dels Jocs de Barcelona es casà amb el també remer Beat Schwerzmann i passà a córrer per Suïssa.
En el seu palmarès també destaca una medalla d'or, el 1990, una de plata, el 1991, i una de bronze, el 1989, al Campionat del món de rem.